# Herma (Unternehmen)

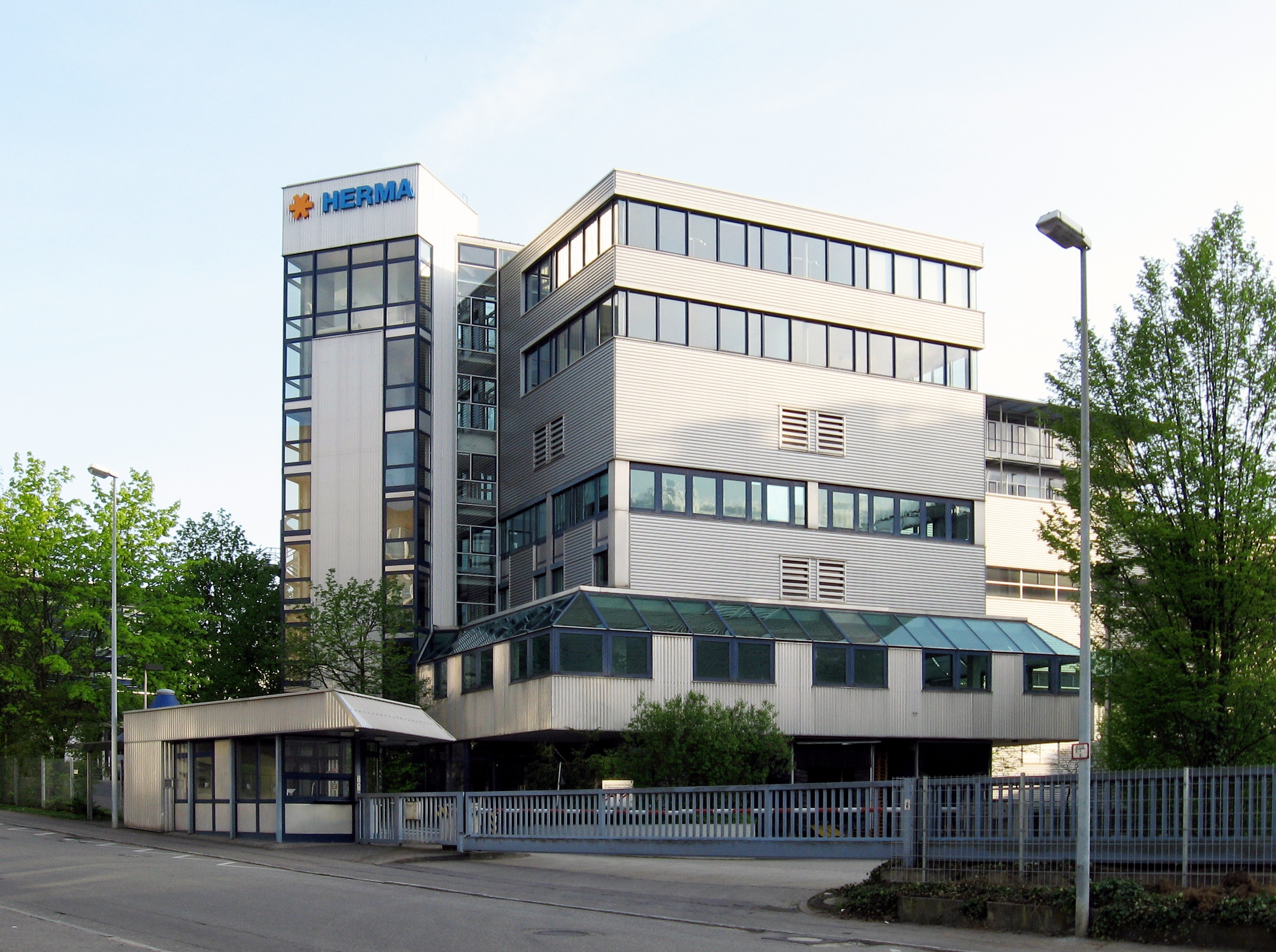
Herma in Filderstadt-Bonlanden

Die Herma Holding GmbH + Co. KG (Eigenschreibweise: HERMA) ist die Konzernobergesellschaft eines deutschen Unternehmens mit Sitz in Filderstadt (Ortsteil Bonlanden), das Haftmaterial, Etiketten und Etikettiermaschinen herstellt.
Der Konzern befindet sich bis heute im Besitz von 30 Familienmitgliedern (Stand: Jan. 2024).
Neben dem deutschen Hauptsitz werden sechs Niederlassungen (fünf in Europa und eine in den USA) unterhalten.

## Geschichte

### Gründung bis Kriegsende
Den Grundstein für das Unternehmen legte Heinrich Hermann (1870–1939) im Jahre 1906 mit der Gründung einer kleinen Druckerei in Stuttgart-Wangen. Er produziert von Anfang an vor allem Kleinpapierwaren und Etiketten. Hermanns erster Kunde in dieser Branche war das Unternehmen Daimler, an das er Etiketten aus Papier, die an Faden und Draht befestigt waren, verkaufte. Diese produzierte er mit einer Schnellpresse, einer Schneide- und einer Perforiermaschine.
1913 übertrug Hermann erstmals einer Firma die Alleinvertretung für das Geschäft in England. Als Heinrich Hermann während des Ersten Weltkrieges 1915 als Soldat eingezogen wurde, führte seine Frau Christine Hermann das Unternehmen weiter. Trotz der schwierigen wirtschaftlichen Lage und der folgenden Inflation konnte die Heinrich Hermann Papierwarenfabrik das Geschäft weiter ausbauen und 1925 einen Neubau in Wangen beziehen. Den Durchbruch brachte 1926 die Erfindung der Fotoecke, die über Jahrzehnte der Hauptumsatzträger des Unternehmens war. Auch weiterhin werden die transparenten Fotoecken unter dem 1931 eingeführten Produktnamen Transparol angeboten, die jedoch nur noch einen Bruchteil des Umsatzes des Unternehmens ausmachen. Nach Heinrich Hermanns Tod 1939 leiteten seine Frau Christine und sein ältester Sohn Eberhard den Betrieb. Nachdem Eberhard kurz vor Kriegsende gefallen war, übernahmen Hermanns jüngere Söhne Werner und Heinrich jun. die Geschäftsführung.

### Nachkriegszeit und Expansion
Ende der 1940er Jahre beschäftigte das Unternehmen mehr als 200 Mitarbeiter. Als erstes deutsches Unternehmen fertigte die Heinrich Hermann Papierwarenfabrik ab 1951 selbstklebende Etiketten. Die Klebeetiketten zur Preisauszeichnung schufen eine wichtige Voraussetzung für die Selbstbedienung im Einzelhandel.
Im Jahr 1961 wurde ein zweites Werk in Bonlanden auf den Fildern eingeweiht. Zu diesem Zeitpunkt zählte Herma, so der neue Name, 610 Mitarbeiter. 1964 übernahm Herma die Firma Rex in St. Andreasberg und stieg damit in die Produktion von Buchschonern ein. Mitte der 1960er-Jahre begann Herma mit der Produktion in Deizisau. Das Unternehmen expandierte weiter, der Exportanteil stieg auf mehr als 25 Prozent. 1971 wurde in Frankreich die erste Tochtergesellschaft gegründet, 1978 folgten Tochtergesellschaften in Österreich und Belgien. Ende der 70er Jahre wurde Herma in eine GmbH & Co. KG umgewandelt.
Nach dem Ausscheiden von Heinrich Hermann jun. 1976 führte Werner Hermann das Unternehmen gemeinsam mit Werner Röhm, der 1982 alleiniger Geschäftsführer wurde. Röhm stand bis 2003 an der Spitze des Unternehmens.
1991 gründete Herma in Haverhill (Großbritannien) eine Tochtergesellschaft für den Bau und Vertrieb von Etikettiermaschinen. Im Jahr 2000 wurde in Newbury unter anderem ein Schneidezentrum für Haftmaterial gegründet. Beide Bereiche wurden dann in der Tochtergesellschaft Herma UK zusammengefasst.

### 2000 bis heute
2001 wechselte Herma seine Rechtsform. Die Gesellschafterinteressen wurden in der Herma Holding GmbH + Co. KG zusammengefasst, die Herma GmbH ist als 100-prozentige Tochtergesellschaft weiter für das operative Geschäft zuständig.
Im Mai 2004 eröffnete Herma in Filderstadt ein Logistik-Zentrum. Im Werk Filderstadt-Bonlanden wurde 2007 ein neues Gebäude mit der modernsten Beschichtungsanlage der Welt mit einem integrierten Rollenlager gebaut. Die 35 Mio. Euro teure Beschichtungsanlage produziert Haftmaterial mit einer Geschwindigkeit von bis zu 1.200 m/min, was einer Geschwindigkeit von 70 km/h entspricht. Auch auf der neuen Beschichtungsanlage verwendete das Unternehmen branchenweit als erstes das sog. „Curtain-Coating“ für die Produktion von Haftmaterial, das es um die Jahrtausendwende eingeführt hatte. Dabei fällt der Etikettenhaftkleber aus einer Düse wie eine Art Vorhang senkrecht auf die Papierbahn, die darunter mit hoher Geschwindigkeit läuft. Erstmalig war Herma damit auch in der Lage, mehrere verschiedene Schichten von Haftklebern gleichzeitig aufzubringen. Aufgrund fehlender Erweiterungsmöglichkeiten wurde das Stammhaus in Stuttgart-Wangen im Juni 2008 aufgelöst. Der Geschäftsbereich Etiketten sowie zentrale Unternehmenseinheiten wurden komplett in den Standort Filderstadt-Bonlanden integriert, der seitdem Hauptsitz des Unternehmens ist. Der Geschäftsbereich Etikettiermaschinen zog an den Standort Deizisau.
2015 erwarb Herma das Gutperle-Areal in Filderstadt-Bonlanden, um seine Fachkenntnisse im Bereich der Kennzeichnungstechnologie an einem Standort zu bündeln und um Flächen für den weiteren Unternehmensausbau zur Verfügung zu haben. Herma investierte in den folgenden Jahren über 100 Millionen Euro, um in Filderstadt-Bonlanden weitere Produktionsstätten zu errichten. Zunächst entstand eine neue Fertigung für Etikettiermaschinen. Mit deren Inbetriebnahme Anfang 2019 löste Herma den Standort Deizisau auf. Zusätzlich errichtete Herma auf dem neu erworbenen Gelände ein weiteres, eigenständiges Haftmaterialwerk. Dessen Inbetriebnahme erfolgte ab Mai 2020.
Die Straße, in der der Hauptsitz von Herma liegt, wurde im Jahr 2021 zur Ehrung des Firmengründers in Heinrich-Hermann-Straße umbenannt.

## Unternehmensstruktur
Herma unterhält eine Produktionsstätte für Etikettiermaschinen in England, ein weiterer Standort dort vertreibt Haftmaterial. Bei den Tochtergesellschaften in Frankreich, den Niederlanden und in Österreich handelt es sich um Vertriebsniederlassungen. Mitte 2016 wurde eine neue Vertriebs- und Service-Niederlassung in den USA eröffnet, die Etikettiermaschinen vertreibt.
- Deutschland: Herma GmbH, Filderstadt
- Deutschland: Herma Holding Geschäftsführung GmbH, Filderstadt
- Deutschland: Herma Holding GmbH + Co. KG, Filderstadt
- England: Herma UK Ltd., Haverhill und Newbury
- Frankreich: Herma France S.A.R.L, Beinheim
- Niederlande: Herma Benelux B.V., Barneveld
- Österreich: Herma Etikettiersysteme Ges.m.b.H., Herzogenburg
- USA: Herma US Inc., Fairfield (NJ)[2][1]

## Produkte
Die Tätigkeiten von Herma gliedern sich in die drei Geschäftsbereiche Haftmaterial, Etiketten und Etikettiermaschinen.
Der Geschäftsbereich Haftmaterial fertigt auf mehreren Beschichtungsanlagen selbstklebende Papier- und Folienverbunde und bildet damit die Grundlage für den Bereich Etiketten. Aus dem Haftmaterial fertigen Druckereien Etiketten für verschiedene andere Branchen. Durch die sog. „Mehrschichttechnologie“ soll ermöglicht werden, mehrere Haftkleber gleichzeitig aufzubringen, um deren Hafteigenschaften zu kombinieren.
Im Geschäftsbereich Etiketten produziert Herma einerseits Standardetiketten auf A4-Bogen. Dazu kommen Produkte zum Kleben, Archivieren und Schützen sowie Schmücken und Dekorieren. Andererseits entstehen in diesem Geschäftsbereich Etikettenlösungen für verschiedene industrielle Anwendungen, etwa für Logistik, Versandaufgaben und Produktkennzeichnung.
Der dritte Geschäftsbereich Maschinen entwickelt und produziert Etikettiermaschinen und Etikettierer.

## Soziales Engagement
Herma unterstützt die Christine-Hermann-Kindertagesstätte, die von Heinrich Hermanns Ehefrau Christine Hermann initiiert und 1928 in Stuttgart-Wangen errichtet wurde.
Herma ist ebenfalls seit mehreren Jahren einer der Förderer der Hochschule Esslingen und vergibt darüber Deutschlandstipendien. Außerdem ist das Unternehmen „Partnerbetrieb des Spitzensportes“ und fördert junge sportliche Menschen, ihre Ausbildung oder ihr Studium erfolgreich mit ihrem Leistungssport zu verbinden.
2018 unterstützte Herma ein sozial-kulturelles Projekt des Berliner Pop-Art Künstlers Andora, bei dem dieser für und mit den Werkstätten der Karl-Schubert-Gemeinschaft (KSG) besonders gestaltete Sitztrommeln entwickelte. Die KSG beschäftigt in ihrer sozialtherapeutischen Werkstatt Menschen mit Behinderung. 20 Sitztrommeln aus dieser Aktion spendete Herma der Musikschule Filderstadt Filum.
2021 beteiligte sich Herma mit 888 Bäumen zur Aufforstung an der Aktion „Zukunft schenken – Bäume pflanzen“. Dabei handelt es sich um eine gemeinsame Initiative des baden-württembergischen Landesministeriums für den ländlichen Raum und Verbraucherschutz, der Cleven-Stiftung sowie von Hitradio Antenne 1.
Herma unterhält eine Bildungspartnerschaft mit dem Elisabeth-Selbert-Gymnasium in Filderstadt, die 2021 im Rahmen des Wettbewerbs „Bildungspartnerschaften digital“ ausgezeichnet wurde.
In Kooperation mit den Organisationen Stelp e.V. und Waisenkinder Tansania e.V. finanziert und begleitet Herma seit 2022 den Bau eines Waisenhauses in Tansania.
Seit 2023 unterstützt Herma die Stadtbibliothek Filderstadt mit Buchschonern, damit diese auf eine Klebefolierung von festen Bucheinbänden verzichten kann. Damit soll sich der Eintrag von Mikroplastik verringern, wenn diese Bücher später einem Recycling zugeführt werden müssen.

## Nachhaltigkeit
Herma entwickelt und fertigt Produkte, die den Anspruch haben, den durch Verpackungsmaterialien entstandenen Restmüll zu verringern. Dazu gehört etwa das InNo-Liner System, bei dem Versandetiketten ohne jegliches Unterlagenmaterial entstehen oder das PE-Folienetikett, das zu 100 Prozent aus Rezyklat besteht und gemeinsam mit schaefer-etiketten sowie Polifilm entwickelt wurde. Etiketten aus einem speziellen Haftmaterial von Herma sind auch für die industrielle Kompostierung und die Gartenkompostierung freigegeben. Außerdem kann durch einen Wash-off-Haftkleber von Herma besonders reines Rezyklat, etwa aus PET-Flaschen, zurückgewonnen werden.
Eine Haftmaterialsorte von Herma nutzt Papier aus Fasern der Silphie-Pflanze, das mittels eines biothermischen Verfahrens vor der Bioenergieerzeugung separiert und zu einem nachhaltigen Rohstoff aufbereitet wird. Die daraus produzierten Etiketten können unbehandelt bedruckt werden.

## Auszeichnungen
- 2017: Innovation Award bei den Label Industry Global Awards[48]
- 2019: Deutscher Verpackungspreis in der Kategorie „Nachhaltigkeit“[49][50]
- 2020: Deutscher Verpackungspreis in der Kategorie „Nachhaltigkeit“ für ein gemeinsames Projekt mit schaefer-etiketten und Polifilm[51][50]
- 2020: Green Packaging Star Award, für ein gemeinsames Projekt mit schaefer-etiketten und Polifilm[52]
- 2023: Gold-Auszeichnung beim Australian Packaging Innovation & Design (PIDA) Award in der Kategorie „Sustainable Packaging Design – Labelling“ und Silber-Award in der Kategorie „Labelling & Decoration Design of the Year“[53]